# توکای نخلی دم‌حنایی
توکای نخلی دم‌حنایی (نام علمی: Cichladusa ruficauda) نام یک گونه از سرده توکاهای نخلی است.